# Bernis
Bernis  ist eine Gemeinde mit 3341 Einwohnern (Stand 1. Januar 2022) im Département Gard in Frankreich.
Bernis grenzt im Nordosten an die Gemeinde Milhaud, im Osten an Aubord und im Westen an Uchaud. 

## Geographie

### Naturraum und Agrargeographie
Das Gemeindegebiet von Bernis umfasst die naturräumlichen Landschaftseinheiten Garrigues de Nîmes und die alluviale Ebene der Vistrenque, welche vom Vistre durchflossen wird.
Zwischen Bernis und Aubord beginnt das weitläufige Mündungsdelta des Vistre, das bei Vauvert in die Petite Camargue übergeht. Aufgrund dieser Nähe zum Vistre wird Bernis periodisch von Überschwemmungen heimgesucht.
Agrargeographisch wird Bernis vom Weinbau geprägt (→Costières de Nîmes), weiterhin gibt es noch die ersten Manades (Camarguetierzucht und Camarguepferdezucht), die in den Feuchtgebieten des Vistre gelegen sind. Daneben gibt es noch etwas Spargelanbau.

### Human- und Wirtschaftsgeographie
Die Bevölkerungsentwicklung von Bernis ist beachtlich. Die Einwohnerzahl hat sich im letzten Drittel des 20. Jahrhunderts fast verdreifacht. Bernis gehört der Communauté d’agglomération de Nîmes Métropole an. Die Bevölkerungsentwicklung von Bernis ist vor allem auf den wirtschaftlichen Aufstieg von Nîmes zurückzuführen. 
| Jahr      | 1962 | 1968  | 1975  | 1982  | 1990  | 1999  | 2007  | 2017  |
| --------- | ---- | ----- | ----- | ----- | ----- | ----- | ----- | ----- |
| Einwohner | 929  | 1.081 | 1.480 | 2.220 | 2.502 | 2.657 | 3.021 | 3.420 |

## Sehenswürdigkeiten
Die romanische Pfarrkirche Saint-André aus dem 12. und 13. Jahrhundert wurde am 31. Mai 2006 als Monument historique eingetragen. Eine Vorgängerkirche wurde das erste Mal 1095 in einer päpstlichen Bulle erwähnt. Der Turm wurde wahrscheinlich im 15. Jahrhundert errichtet. Dessen Spitze wurde 1854 ergänzt.

## Nachweise
1. ↑  Ministère de la Culture (France)